# Зелл Міллер
Зелл Брайан Міллер (англ. Zell Bryan Miller; нар. 24 лютого 1932, Янг-Гарріс, Джорджія — 23 березня 2018) — американський політик-демократ. Він належить до консервативного крила Демократичної партії, підтримав кандидата від Республіканської партії Джорджа Буша на президентських виборах у 2004 році. Міллер описав свої консервативні погляди у книзі A National Party No More: The Conscience of a Conservative Democrat (2003).
Він служив у Морській піхоті США (1953–1956). Закінчив Університет Джорджії (1957), там же отримав ступінь магістра (1958). Працював бізнесменом, професором політології та історії. Мер Янг-Гарріса (1959–1960). Сенатор штату Джорджія (1961–1964). Член Державної ради з питань помилування та умовно-дострокового звільнення (1973–1975).
Міллер був віце-губернатором (1975–1990) і губернатором (1991–1999) Джорджії, сенатор США (2000–2005).
Він оголосив у 1991 році, що він підтримує Білла Клінтона на президентських виборах у 1992 році на з'їзді Демократичної партії. Він піддав критиці президента Джорджа Буша і віце-президента Дена Квейла. Про Квейла Міллер сказав: «Не всі з нас можуть народитись багатими, красивими і щасливими, і ось чому ми маємо Демократичну партію».
На з'їзді Республіканської партії у 2004 році Міллер критикував своїх демократичних однопартійців за занадто ліберальні позиції: «Ніяка пара не була так неправа настільки голосно, так часто, як двоє сенаторів від штату Массачусетс — Тед Кеннеді і Джон Керрі».